# Michael Wendler (Sänger)

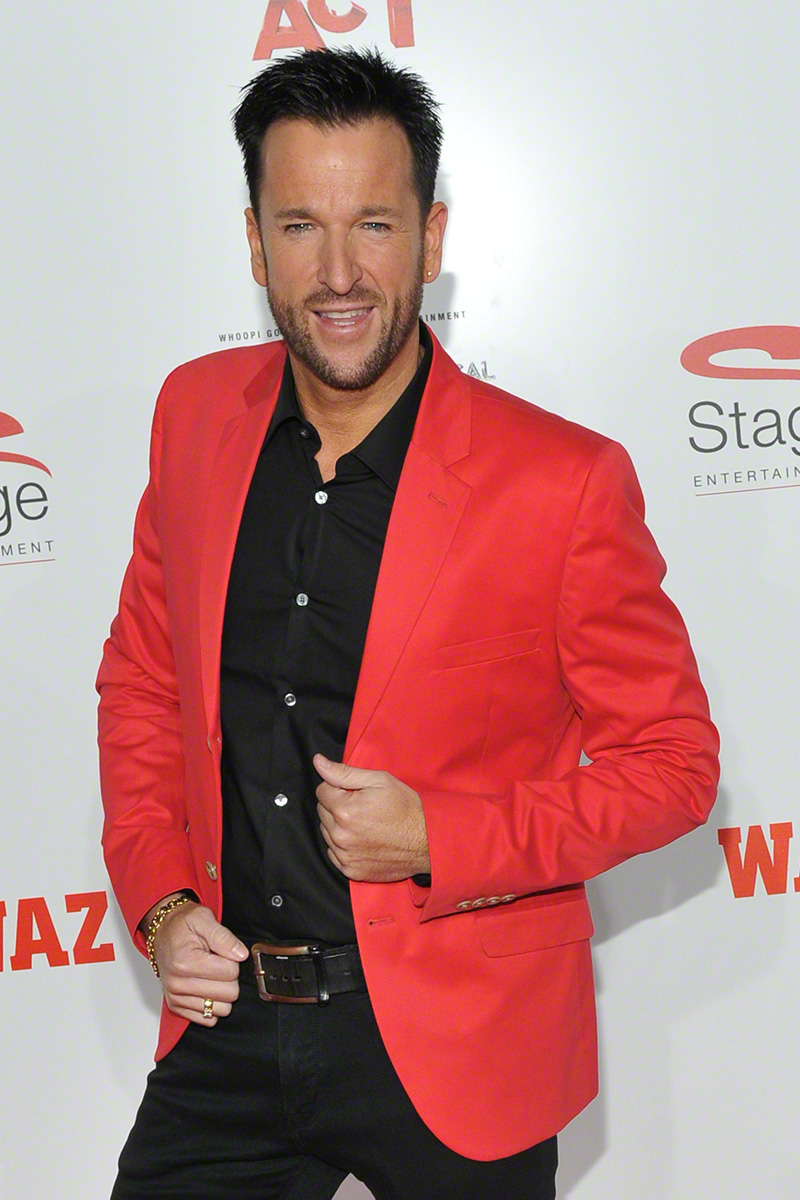
Michael Wendler (2013)

Michael Wendler (* 22. Juni 1972 in Dinslaken; auch Mic Skowy; bürgerlich Michael Norberg, geborener Skowronek) ist ein deutscher Partyschlagersänger und Unternehmer. Als er ab 2020 wiederholt mit der Verbreitung von verschwörungstheoretischen Ansichten zur COVID-19-Pandemie in Erscheinung trat, führte dies zum Bruch mit RTL, seinen bisherigen Werbepartnern, Veranstaltern und seinem Manager.

## Biografie

### Bis 2006
Michael Skowronek, später auch Mic Skowy genannt, wuchs in Dinslaken auf. Er hat eine ältere Schwester. Der gelernte Speditionskaufmann stieg mit 21 Jahren in den mit drei Millionen Euro verschuldeten Betrieb seines Vaters ein. Nach dem letztlich gescheiterten Versuch, die Schulden durch Einnahmen aus zwei Sexshops und Auftritten in Diskotheken und Bierzelten auszugleichen, musste er 2002 Privatinsolvenz anmelden.
1998 verhalf ihm der Sänger und Radiomoderator Jürgen Renfordt (WDR 4) zu seinem ersten Plattenvertrag. Im Jahr darauf gründete er noch im laufenden Insolvenzverfahren gemeinsam mit seiner späteren Ehefrau Claudia Norberg die Schallplattenfirma CNI Records, bei der er offiziell einfacher Angestellter war. Unter den Pseudonymen Michael Wendler und Mic Skowy schrieb er eigene Lieder, die in Zusammenarbeit mit dem Produzenten Hermann Niesig aufgenommen wurden.

### Sie liebt den DJund Reality-Show-Auftritte (2007–2018)

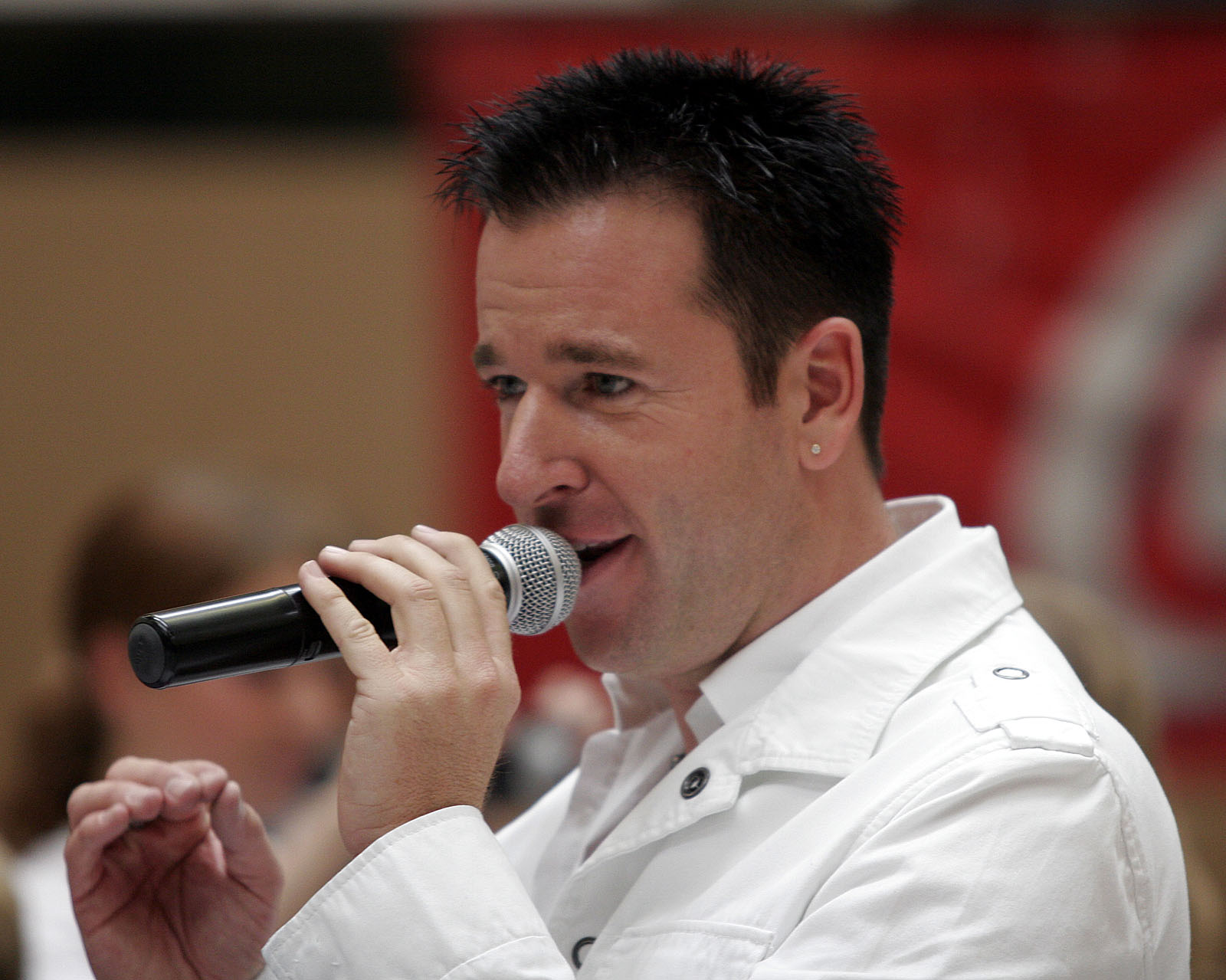
Michael Wendler beim Schlecker Cup 2007 in Ehingen

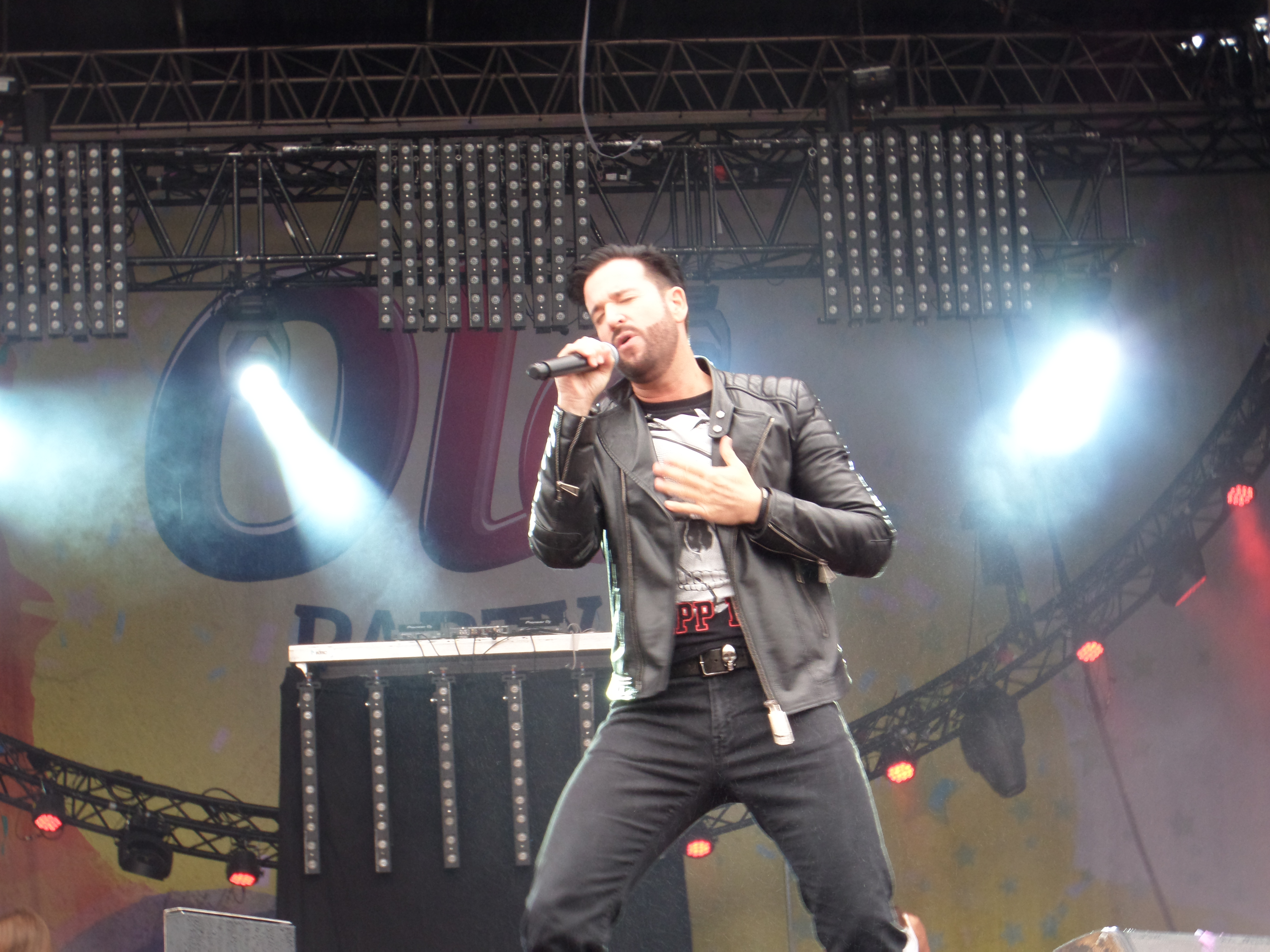
Michael Wendler (2017)

Nach einem langjährigen Vertrag mit CNI Records wechselte er 2007 zum Plattenlabel Ariola. In den ersten zwei Jahren bei Ariola verkaufte er über 400.000 CD-Einheiten. Mit der Ende April 2007 veröffentlichten Neuauflage des Lieds Sie liebt den DJ erreichte er Platz 27 in den deutschen Singlecharts. Am 29. Juni 2007 erschien das Album Best of Vol. 1, am 4. April 2008 folgte das Album Unbesiegt. Im September 2008 wurde Best of Vol.1 mit Gold ausgezeichnet, 2009 gab es diese Auszeichnung auch für Unbesiegt.
Im Jahr 2010 veröffentlichte er seine Biografie Faust des Schlagers. Im September 2011 eröffnete er zusammen mit Markus Krampe das „Tanzlokal Nina“ in Bottrop, in dem Schlagersänger regelmäßig auch live auftreten. Ende 2012 gab Wendlers Manager Markus Krampe bekannt, dass er wegen „nicht überbrückbarer, grundsätzlich unterschiedlicher Auffassungen über zukünftige Projekte“ Wendler nicht mehr betreue. Ein Jahr später erneuerten die beiden ihre Zusammenarbeit.
Ein weiterer Ableger der Diskothek wurde im Oktober 2014 in Köln eröffnet. Der selbsternannte „König des Popschlagers“ und sein Manager Markus Krampe trennten sich 2013 und nach wieder aufgenommener Zusammenarbeit erneut 2015. Außerdem trennte sich Wendler 2015 von seiner Beteiligung an dem Tanzlokal Nina. Im selben Jahr begann das Finanzamt Wesel mit Zwangsvollstreckungen gegen Wendler.
Neben seiner sängerischen Tätigkeit trat Michael Wendler in einer Reihe von Fernsehformaten auf, darunter Der Wendler-Clan (2010), eine sechsteilige Doku-Soap mit und über Michael Wendler, die auf Sat.1 ausgestrahlt wurde. Ab dem 17. Januar 2014 nahm Wendler an der Reality-Show Ich bin ein Star – Holt mich hier raus! auf RTL teil, die er schon nach wenigen Tagen auf eigenen Wunsch wieder verließ. Zeitgleich erschien seine Single Unser Zelt auf Westerland. Im selben Jahr nahm er an der Sendung Promi Big Brother: Das Experiment teil und belegte dort den fünften Platz, außerdem nahm er an Schlag den Star teil und unterlag dort Axel Stein.
Im Jahr 2015 nahm Michael Wendler an der Sendung Ich bin ein Star – Lasst mich wieder rein! teil und zog durch den Erhalt der meisten Anrufe in die Finalsendung ein. Während der Dreharbeiten zur Sendung zog er sich am 14. Juli 2015 einen Bruch des rechten Handgelenks zu, weshalb er operiert werden musste. Später verklagte er die Produktionsfirma auf Schadensersatz. 2016 nahm er an der RTL-Show Let’s Dance teil und belegte mit seiner Tanzpartnerin Isabel Edvardsson den 9. Platz.
Es folgten drei weitere Alben auf dem Label Telamo, die allesamt Chartplatzierungen erreichten. 2017 gründete er in Cape Coral, Florida, die Firma „Cape Music Inc.“ wo er als Sänger angestellt ist und die seit 2018 offiziell von seiner damals 17-jährigen Tochter Adeline Norberg geleitet wird. Bei seinem ersten Konzert in den USA vor 400 Zuhörern im Yachtclub von Cape Coral 2018 trat Wendler als „German King of Pop“ auf.

### Neue mediale Aufmerksamkeit (2019–2020)

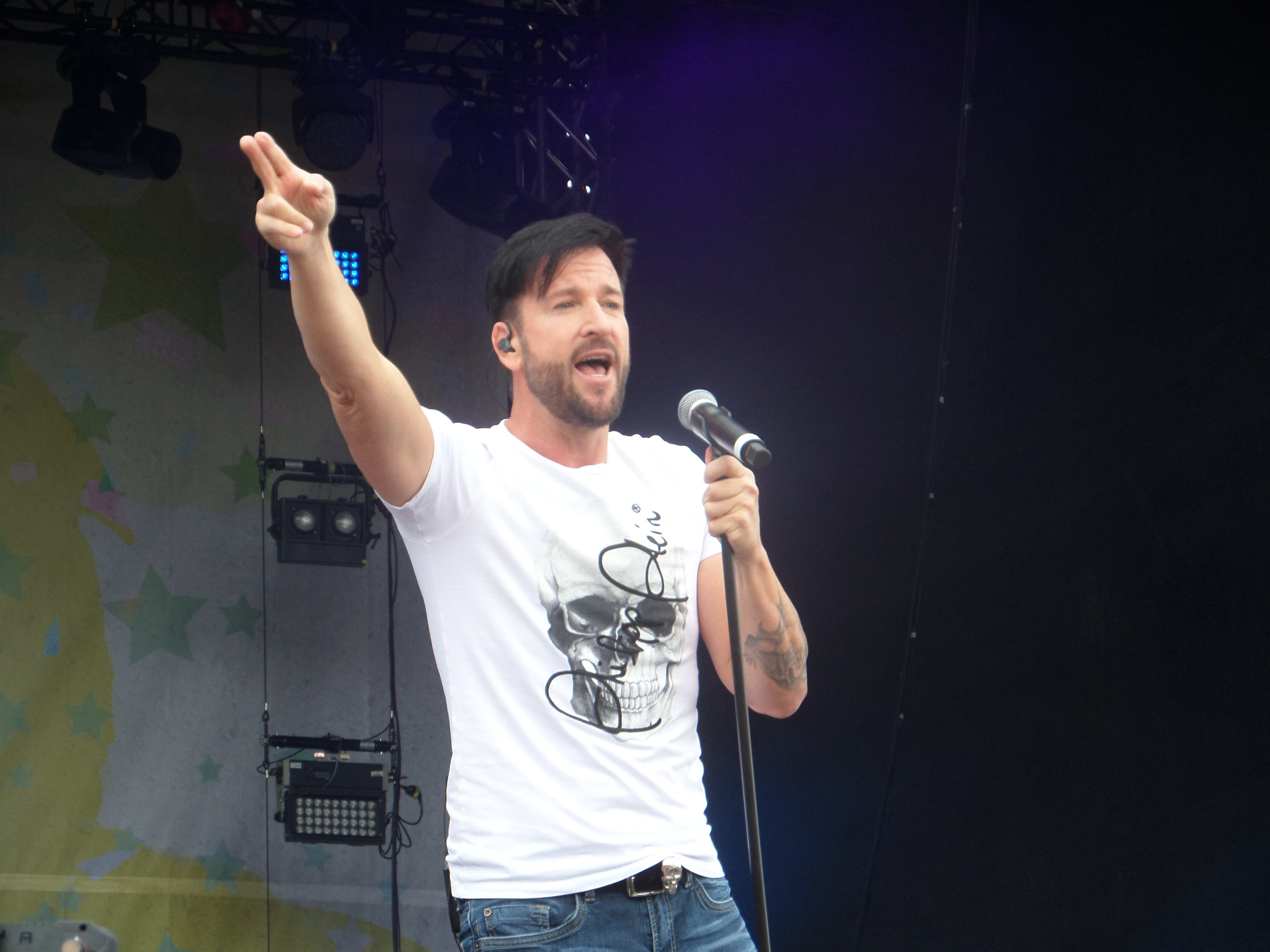
Michael Wendler bei einem Auftritt in Bremen (2019)

2019 übernahm der Manager Markus Krampe nach vorausgegangenen Trennungen zum dritten Mal wieder das Management von Michael Wendler.
Im selben Jahr erhielt dieser durch seine Beziehung mit der 28 Jahre jüngeren Laura Müller (* 2000), die Anfang Februar öffentlich wurde, wieder vermehrt mediale Aufmerksamkeit.
Mit ihr trat er ab März 2019 bei Goodbye Deutschland! Die Auswanderer auf. Zudem nahm das Paar im Sommer 2019 an der Reality-Show Das Sommerhaus der Stars – Kampf der Promipaare bei RTL teil. Anfang 2020 folgen die Dokus Wendler, Laura, Claudia – der DJ und die Frauen und Laura und der Wendler – Total verliebt in Amerika auf TVNOW.
Wendlers Single Egal erreichte Ende Februar 2020 – zweieinhalb Jahre nach ihrer Erstveröffentlichung – auf Platz 50 erstmals die deutschen Singlecharts. Die Single hielt sich fünf Wochen in den Top 100 und erreichte in der zweiten Woche auf Platz 43 ihren Höchststand. Anfang Mai 2020 trat Wendler gemeinsam mit Oliver Pocher in der RTL-Spielshow Denn sie wissen nicht, was passiert gegen Barbara Schöneberger und Günther Jauch an.
Anfang April 2020 gab die RTL-Gruppe bekannt, dass Müller und Wendler 2020 heiraten und man die Vorbereitungen sowie die Hochzeit exklusiv auf RTL, VOX und TVNOW begleiten werde. Knapp drei Wochen später gab das Paar über RTL und Instagram die Verlobung bekannt. Im Zuge dessen entstand die Doku-Soap Laura und der Wendler – Jetzt wird geheiratet! (TVNOW/VOX).
Im Juni 2020 heiratete das Paar in Florida standesamtlich. Die TV-Hochzeit hätte noch im Sommer in Las Vegas, Nevada stattfinden sollen. Wegen der COVID-19-Pandemie wurde diese zunächst in den Oktober verschoben und sollte in Europa stattfinden. RTL verkündete Ende September, dass die TV-Hochzeit auf 2021 verschoben worden sei.
Mitte August 2020 gab RTL bekannt, dass Wendler neben Dieter Bohlen, Mike Singer und Maite Kelly Jurymitglied bei der 18. Staffel der Castingshow Deutschland sucht den Superstar sein werde.

### Trennung von RTL nach Verschwörungstheorien (2020)
Anfang Oktober 2020 war zu erfahren, dass Wendler ohne Absprache mit der DSDS-Produktion gemeinsam mit seiner Frau zurück in die USA gereist sei, weshalb die Aufzeichnung des „Recalls“ ohne ihn stattfand. Wenige Tage später teilte Wendler über Instagram mit, dass er ab sofort aus der Show aussteige. Er begründete dies mit verschwörungstheoretischen Ansichten zur COVID-19-Pandemie. Wendler warf der Bundesregierung wegen der „angeblichen“ COVID-19-Pandemie „grobe und schwere Verstöße“ gegen das Grundgesetz vor. Nahezu alle Fernsehsender, darunter RTL, hätten sich mitschuldig gemacht, seien gleichgeschaltet und politisch gesteuert. In Zukunft sei er nur noch über den bei Verschwörungstheoretikern beliebten Instant-Messaging-Dienst Telegram erreichbar, da dies die einzige Möglichkeit sei, „zensurfrei Meinungen zu verbreiten“, und nur dort die „ganze Wahrheit“ erzählt werden könne.
Laut Jörg Graf, Geschäftsführer von RTL Television, kündigte Wendler die Verträge mit RTL „eigenständig und ohne Rücksprache“. Graf kündigte das Ende der Zusammenarbeit und die Ausschöpfung aller zur Verfügung stehenden rechtlichen Mittel an. Wendlers Manager Markus Krampe äußerte, dass sich dieser in den letzten Wochen bezüglich der Corona-Maßnahmen verändert und in der Nacht vor der Veröffentlichung seiner Stellungnahme mit dem bekannten Autor veganer Kochbücher und Verschwörungstheoretiker Attila Hildmann ausgetauscht habe, mit dem er 2016 an der neunten Staffel von Let’s Dance teilgenommen hatte. Da Wendler in der letzten Zeit unter Panikattacken gelitten habe, habe Krampe bereits bei dessen Abreise in die USA gewusst, dass dieser einen Psychologen benötige. Er forderte ihn auf, sich professionelle Hilfe zu suchen.
Als „Mitstreiter“ nannte Wendler in seiner Instagram-Botschaft und später auf seinem Telegram-Kanal immer wieder bei „Querdenkern“ beliebte Verschwörungsideologen. Darunter waren der frühere Mikrobiologe Sucharit Bhakdi, der Rechtsanwalt Reiner Fuellmich, der frühere Vegankoch und Antisemit Attila Hildmann, die ehemalige „Tagesschau“-Sprecherin Eva Herman, der QAnon-Vertreter Oliver Janich, der ehemalige AfD-Politiker Heinrich Fiechtner und andere. Wendler verbreitete deren Videos und Falschaussagen und postete nur selten eigene Kommentare dazu. Am 10. Oktober 2020 postete er jedoch eine ausführliche Botschaft an seine Follower und behauptete, die Meinungsfreiheit werde „ausgehebelt“, indem jeder Kritiker der Coronamaßnahmen in Deutschland „beseitigt“ werde. Er forderte dazu auf, sich dagegen zu „wehren“. Besonders die Pflicht zu Mund-Nasen-Schutz sei „lächerlich“ und werde nur aus Angst vor Strafen befolgt. In seinem Kanal sagten „Wissenschaftler und Doktoren und Rechtsanwälte“ ihre Meinung und belegten sie angeblich, anders als die Bundesregierung.
Auf die im Januar 2021 angekündigte Einschränkung des Bewegungsradius auf 15 Kilometer für Bewohner eines Landkreises mit einer zu hohen Sieben-Tages-Inzidenz reagierte Wendler, indem er Deutschland auf seinem Telegram-Kanal mit einem „KZ“ verglich. RTL kündigte am nächsten Tag an, Wendler aus allen bereits fertig produzierten DSDS-Folgen herauszuschneiden. Wendler äußerte, dass „KZ“ nicht für „Konzentrationslager“, sondern für „Krisenzentrum“ stehe. Ebenfalls im Januar 2021 kündigte Wendler an, es werde in der Bevölkerung sehr bald zu massiven Hungersnöten kommen. Auf Telegram schrieb er, die Lieferketten seien „bereits gesprengt“ und es werde „keine ausreichende Versorgung mit Lebensmitteln mehr geben. Wer etwas anderes behauptet, der lügt.“ Nachdem das Vorhergesagte nicht eingetreten war, erklärte Wendler auf eine Anfrage des Tagesspiegels, weil er und andere ihre Anhänger diesbezüglich auf Telegram gewarnt hätten, habe die „Bundesregierung dann drauf reagiert“ und „natürlich gegengesteuert“, um „keine Panik zu verursachen“. Auch im Februar, März, Mai und Juli 2021 warnte Wendler vor dem angeblich bevorstehenden Zusammenbruch wichtiger Lieferketten. Wendler nutzt seinen Telegram-Kanal auch, um Produkte des verschwörungstheoretischen Kopp Verlags an seine Follower zu verkaufen. Im August 2021 postete Wendler auf seinem Telegram-Kanal: „Dr. Coldwell sicher: Im September sind fast alle Geimpften tot“. Er verfasste die Meldung in Großbuchstaben und versah sie mit Emojis und roten Ausrufezeichen. Noch im September 2021 äußerte er dann auf Anfrage der Berliner Morgenpost, er selbst habe nie behauptet, dass im September alle Geimpften sterben würden. Nachdem Thomas Gottschalk die Moderation der Jubiläumsausgabe „40 Jahre Wetten, dass ...“ übernommen hatte, kommentierte Wendler im November 2021 in einer Sprachnachricht, Gottschalk habe nach dem Unfall Samuel Kochs eigentlich nie wieder die Sendung moderieren wollen, aber „[ä]ltere Männer“ wie er ließen sich nun „bestechen und schmieren“ und würden daher nicht über die „Fake-Pandemie“ sprechen. Im März 2022 wiederum postete Wendler auf Telegram einen Artikel mit dem Titel „Millionen werden bis zum Herbst AIDS von den Covid-Impfstoffen bekommen“.
Am 11. Februar 2021 wurde Wendlers Instagram-Konto gelöscht. Einem Sprecher zufolge verstieß Wendler wiederholt durch seine Äußerungen gegen die AGB.
2021 gab Wendler dem rechtsextremen Magazin Compact ein Interview; zudem verbreitet er weiterhin dessen Inhalte.
Wendler leugnet auch den Klimawandel. Über die Flutkatastrophe an der Ahr 2021 schrieb er, es sei eine „Wetterwaffe“ gewesen.
Seit Ende November 2021 sind Wendler und Müller mit einem gemeinsamen Account auf Onlyfans aktiv.
Nach dem russischen Überfall auf die Ukraine 2022 erklärte Wendler, der „angebliche Krieg“ sei nur Ablenkung und Putin sei der „Sündenbock“ für alles, was komme, darunter die „Energiekrise“, „Digitalgeld“ und die „Fake Pandemie“. Weiter teilte Wendler auf seinem Kanal russische Kriegspropaganda und antisemitische Verschwörungserzählungen, nach denen der jüdische Investor und Philanthrop George Soros in der Ukraine der bestimmende Drahtzieher sei.
Im Februar 2023 verbreitete Wendler Beiträge eines QAnon-Propagandakanals.
Anfang Februar 2023 gaben Wendler und Müller bekannt, ein Kind zu erwarten. Mitte März 2023 verkündete RTL II, Schwangerschaft und Geburt begleiten und am Jahresende in einer Doku-Soap ausstrahlen zu wollen. Dies sorgte für öffentliche Kritik. Der Partnersender RTL weigerte sich, die Folgen auf der Streamingplattform RTL+ auszustrahlen. Nur einen Tag nach der Verkündung sagte RTL II das TV-Comeback von Wendler und Müller wieder ab.
Nachdem 2023 eine für das folgende Jahr geplante Veranstaltung mit Wendler auf Kreta abgesagt worden war, nachdem es Proteste gegeben hatte und andere Teilnehmer wie Ross Antony ihre Zusage zurückgezogen hatten, da sie von Wendlers Mitwirken erst im Nachhinein erfahren hatten, schrieb Wendler, für ihn seien es „bemitleidenswerte und charakterlose Künstler, die noch immer glauben, dass ihr Schweigen in der menschenverachtenden Corona-Zeit gut war“.
Zwei geplante Konzerte im Mai 2024, im schweizerischen Volketswil und im österreichischen Innsbruck, wurden abgesagt, da das Lokal in der Schweiz aufgrund Untertauchens des Betreibers geschlossen wurde und die Logistik für beide Konzerte geplant gewesen sei. Für das Konzert im September 2025 in Oberhausen erteilte der Vermieter der Fläche eine Absage, da bei der Anfrage der Name Wendler nie gefallen sei. Gegen einen Ersatztermin am selben Tag in der Oberhauser Rudolf Weber-Arena sprachen sich die Arenabetreiber aus, eine Petition mit 32.000 Unterschriften (März 2024) wurde gestartet.

## Insolvenz
Michael Norbergs Plattenfirma CNI Records und Musikverlag OHG meldete im August 2016 Insolvenz an. In diesem Zusammenhang hat die Staatsanwaltschaft Duisburg im Februar 2020 Strafbefehle gegen Michael Wendler und Claudia Norberg erlassen (Az.: 143 Js 181/16). Michael Wendler wird Beihilfe zum Vereiteln der Zwangsvollstreckung in Tateinheit mit Bankrott in zwei Fällen vorgeworfen. Laut Staatsanwaltschaft hat Claudia Norberg 2014 vor der Insolvenz Markenrechte und Rechte an Musikstücken an ihren damaligen Ehemann Michael Wendler übertragen „in Kenntnis einer drohenden Zwangsvollstreckung und in Kenntnis einer drohenden Zahlungsunfähigkeit“. Wendler bestätigte in einem Interview, seit der Abgabe von eidesstattlichen Versicherungen zur Mitte und Ende des Jahres 2019 offiziell zahlungsunfähig zu sein.
Nachdem zunächst sowohl Wendler als auch Norberg Einspruch gegen die Strafbefehle eingelegt hatten, akzeptierte Norberg im Nachhinein die Verurteilung zu einer Freiheitsstrafe von einem Jahr auf Bewährung.  Die ursprünglich für den 7. Juli 2020 angesetzte Gerichtsverhandlung vor dem Amtsgericht Dinslaken betraf damit allein Michael Wendler. Sie wurde in den Juli 2021 verschoben. Wegen Nichterscheinens vor Gericht wurde bei diesem Termin Haftbefehl erlassen, der in der nächsten Instanz als unverhältnismäßig aufgehoben wurde. Beim letztendlichen Termin im November 2023 wurde Wendler zu 150 Tagessätzen zu je 100 Euro verurteilt. Wendler legte Berufung ein, mutmaßlich, weil er damit als vorbestraft gelten und dies ein Hindernis für eine mögliche Beantragung der amerikanischen Staatsbürgerschaft sein würde.

## Privates
Gemeinsam mit Claudia Norberg hat Michael Wendler eine Tochter. Nach 20 Jahren Beziehung heiratete er sie im März 2009 und bestimmte Norberg als gemeinsamen Familiennamen. 2016 zog Michael Norberg mit Frau und Tochter mit einem drei Jahre gültigen so genannten P-Visum für Sportler, Künstler, Entertainer in die Stadt Cape Coral im US-Bundesstaat Florida. Ein Fernsehteam der VOX-Doku-Soap Goodbye Deutschland! Die Auswanderer begleitete die Familie dabei. Im Oktober 2018 gaben Wendler und seine Frau nach 29 Jahren ihre Trennung bekannt. Seit dem 13. Mai 2020 ist das Paar geschieden.
Seit Oktober 2018 ist Wendler mit der damals achtzehnjährigen Laura Müller liiert. Im Juni 2020 heiratete das Paar und bestimmte Norberg als gemeinsamen Familiennamen. Anfang Februar 2023 gab das Paar bekannt, dass Müller schwanger sei.
Heute ist Wendler im Besitz einer Green Card und hält sich seit Herbst 2020 dauerhaft in Lee County (Florida) auf. Bekannten gegenüber erklärte er, nie mehr nach Deutschland zurückkehren zu wollen. Nach Ansicht von US-Beobachtern möchte er sich auf diese Weise dem Zugriff der deutschen Justiz und seiner Gläubiger entziehen. Deutsche Regierungsstellen sollen die US-Behörden gebeten haben, Wendler wegen der dort gegen ihn anhängigen Verfahren nach Deutschland auszuweisen.
Im Juni 2023 brachte Laura Müller den ersten gemeinsamen Sohn und im Dezember 2024 den zweiten Sohn zur Welt.

## Marken-Streit „Der Wendler“
Anfang März 2012 wurde Michael Wendler verklagt, nicht mehr unter dem Namen „Der Wendler“ aufzutreten. Der Sänger Frank Wendler aus dem Ruhrgebiet hatte sich bereits 2008 die Rechte an der Marke „Der Wendler“ sichern lassen. Nachdem Michael Wendler ihm die Verwendung der Bezeichnung Der Wendler hatte untersagen wollen, forderte er nun seinerseits für diesen ein Auftrittsverbot unter diesem Namen.
Nachdem die erste Gerichtsinstanz entschieden hatte, dass trotz der eingetragenen Namensrechte für Frank Wendler beide Sänger unter diesem Namen auftreten dürften, da Michael Wendler bereits seit 1998 unter diesem Namen erfolgreich sei und es keinerlei Verwechslungsgefahr zwischen den beiden Sängern gebe, fällte das Oberlandesgericht Düsseldorf als Berufungsinstanz am 21. Mai 2013 ein anderslautendes Urteil: Danach darf fortan keiner der beiden Sänger den Nachnamen „Wendler“ ohne Zusatz für sich allein beanspruchen. Zudem muss der überregional weniger bekannte Frank Wendler seine Wortmarke „Der Wendler“ löschen.

## Weitere Rechtsstreite
Zwei deutsche Frauen erwarben von Wendler für 40.000 Euro die Namensrechte, um auf Mallorca ein „Wendler-Fancafé“ zu betreiben. Nach zusätzlichen Forderungen Wendlers über 100.000 Euro mussten sie Insolvenz anmelden. In einem Vergleich, welcher durch eine Fernsehdokumentation öffentlich wurde, gab Wendler den Betreiberinnen ihre 40.000 Euro zurück. Bei weiteren Streitfällen mit Wendler, die in der RTL-Sendung Akte Wendler – Christopher Posch Spezial dokumentiert wurden, konnte man keine Einigung erzielen. So erhielt die langjährige Leiterin eines Wendler-Fanclubs ihr Auto, das ihr Wendler vor tausenden Zuschauern publikumswirksam geschenkt und später zurückgefordert hatte, nicht zurück.

## Ehrungen und Auszeichnungen
- Ballermann-Award
  - 2006
  - 2015: für Bester Pop Schlager Act
- Echo Pop
  - 2009 nominiert in der Kategorie Künstler national – Schlager für das Album Unbesiegt[86]
  - 2013 nominiert in der Kategorie Deutschsprachiger Schlager für das Album Spektakulär[87][88]
- Krone der Volksmusik
  - 2010: als Erfolgreichster Sänger 2009[82]
- smago! Award
  - 2012: für Erfolgreichster Popschlager-Star des Jahres
  - 2014: für Medienstar des Jahres

## Diskografie
Studioalben

| Jahr | Titel               | Höchstplatzierung, Gesamtwochen, AuszeichnungChartplatzierungen (Jahr, Titel, Platzierungen, Wochen, Auszeichnungen, Anmerkungen) | Höchstplatzierung, Gesamtwochen, AuszeichnungChartplatzierungen (Jahr, Titel, Platzierungen, Wochen, Auszeichnungen, Anmerkungen) | Höchstplatzierung, Gesamtwochen, AuszeichnungChartplatzierungen (Jahr, Titel, Platzierungen, Wochen, Auszeichnungen, Anmerkungen) | Anmerkungen                                              |
| Jahr | Titel               | DE | AT | CH | Anmerkungen                                              |
| ---- | ------------------- | --- | --- | --- | -------------------------------------------------------- |
| 2000 | Alles nur aus Liebe | — | — | — | Erstveröffentlichung: 2000 (unveröffentlicht)            |
| 2000 | Alles oder nichts   | — | — | — | Erstveröffentlichung: 2000                               |
| 2001 | 365 Tage            | — | — | — | Erstveröffentlichung: 13. März 2001                      |
| 2002 | Außer Kontrolle     | — | — | — | Erstveröffentlichung: 13. Mai 2002                       |
| 2003 | Total Riskant       | — | — | — | Erstveröffentlichung: 13. Oktober 2003                   |
| 2004 | Halt Dich fest      | — | — | — | Erstveröffentlichung: 4. Oktober 2004                    |
| 2005 | Disco               | — | — | — | Erstveröffentlichung: 22. August 2005                    |
| 2006 | Superstar           | — | — | — | Erstveröffentlichung: 11. August 2006                    |
| 2008 | Unbesiegt           | DE11 Gold · (36 Wo.)DE | AT6 Gold · (15 Wo.)AT | — | Erstveröffentlichung: 4. April 2008 Verkäufe: + 110.000  |
| 2009 | Respekt             | DE10 Gold · (13 Wo.)DE | AT12 (6 Wo.)AT | — | Erstveröffentlichung: 24. April 2009 Verkäufe: + 100.000 |
| 2010 | Jackpot             | DE7 Gold · (6 Wo.)DE | AT27 (3 Wo.)AT | — | Erstveröffentlichung: 14. Mai 2010 Verkäufe: + 100.000   |
| 2011 | Donnerwetter        | DE7 (6 Wo.)DE | AT36 (3 Wo.)AT | — | Erstveröffentlichung: 27. Mai 2011                       |
| 2012 | Spektakulär         | DE6 (5 Wo.)DE | AT15 (3 Wo.)AT | CH93 (1 Wo.)CH | Erstveröffentlichung: 31. August 2012                    |
| 2013 | Come Back           | DE20 (2 Wo.)DE | AT48 (1 Wo.)AT | — | Erstveröffentlichung: 17. Mai 2013 feat. Anika           |
| 2015 | Die Maske fällt     | DE12 (2 Wo.)DE | AT62 (1 Wo.)AT | — | Erstveröffentlichung: 20. März 2015                      |
| 2016 | Überschall          | DE11 (2 Wo.)DE | AT44 (1 Wo.)AT | — | Erstveröffentlichung: 11. März 2016                      |
| 2017 | Flucht nach vorn    | DE12 (3 Wo.)DE | AT32 (1 Wo.)AT | — | Erstveröffentlichung: 28. Juli 2017                      |
| 2018 | Next Level          | DE13 (2 Wo.)DE | AT60 (1 Wo.)AT | — | Erstveröffentlichung: 3. August 2018                     |
| 2019 | Stunde Null         | DE23 (1 Wo.)DE | — | — | Erstveröffentlichung: 28. Juni 2019                      |
| 2024 | Höllisch gut        | DE42 (1 Wo.)DE | — | — | Erstveröffentlichung: 22. März 2024                      |

## Fernsehen (Auswahl)
| - 2012: Christopher Posch Spezial – Die Akte Wendler - 2014: Ich bin ein Star – Holt mich hier raus! - 2014: Jungen gegen Mädchen - 2014: Schlag den Star - 2014: Promi Big Brother - 2014: Promi Shopping Queen - 2015: Ich bin ein Star – Lasst mich wieder rein! - 2016: Let’s Dance - 2017: Goodbye Deutschland |  | - 2018: Krause kommt – Zu Besuch bei Michael Wendler (SWR) - 2018: Stars im Spiegel – Sag mir, wie ich bin - 2019: Konny Goes Wild! - 2019: Das Sommerhaus der Stars – Kampf der Promipaare - 2020: Wendler, Laura, Claudia – der DJ und die Frauen (TVNOW) - 2020: Laura und der Wendler – Total verliebt in Amerika (TVNOW) - 2020: Laura und der Wendler – Jetzt wird geheiratet! (TVNOW/VOX) - 2020: Pocher vs. Wendler – Schluss mit lustig! - 2020: Denn sie wissen nicht, was passiert - 2021: Deutschland sucht den Superstar (Folge 1) |

## Publikationen
- Michael Wendler: Die Faust des Schlagers. riva, München 2010, ISBN 978-3-86883-065-1.